# Двухминутка ненависти
Двухмину́тки не́нависти (англ. Two Minutes Hate) в романе Джорджа Оруэлла «1984» — ежедневные занятия, в течение которых члены внешней партии Океании должны смотреть фильм, изображающий врагов партии (особенно Эммануэля Голдстейна и его последователей) и выражать свою ненависть к ним и принципам демократии.
Этот двухминутный фильм, его текст и сопровождающие его слуховые и визуальные эффекты (в числе которых есть и перемалывающий грохот, который Оруэлл описывает как «звук некоторой чудовищной машины, работающей не на топливе») является формой промывания мозгов членов партии в попытке вызвать в них безумство ненависти и отвращения к Голдстейну и текущей вражеской супердержаве.
Зрители, захваченные ненавистью, нередко нападают на телекран физически, что Джулия и проделывает в одном из просмотров. Дальше фильм-двухминутка ненависти становится более сюрреалистичной, лицо Голдстейна превращается в морду овцы, и потом на экране происходит продвижение вражеских солдат на зрителей, и блик автомата одного из этих солдат перед тем, как он бросается на них. Наконец, в конце этих двух минут, экран превращается в лицо Большого брата. В конце зрители, умственно, эмоционально и физически исчерпанные, следуя ритуалу, многократно скандируют: «Большой Брат, Большой Брат» (в фильме Рэтфорда скандируют сокращённое имя Большого Брата «Би, Би»).
Оруэлл, очевидно , ссылается тут на чрезвычайную демонизацию врага в течение Второй мировой войны и торжество культа личности лидеров тоталитарных государств. В реальном мире параллели (в форме, если не по содержанию) к этим двухминуткам ненависти могут быть замечены в пропагандистских фильмах Второй мировой войны.
В одной из таких двухминуток и представляется член внутренней партии и ключевой образ О’Брайена.
«Неделя ненависти» — экстраполяция этого периода в ежегодный недельный фестиваль.